# 2-氯丙烯
2-氯丙烯（或称为2-氯-1-丙烯）是一种有机氯化合物，结构简式CH2=C(Cl)CH3，属于氯代烯烃。